# Léon Cogniet
Léon Cogniet est un peintre et lithographe néo-classique et romantique français, né le 29 août 1794 à Paris et mort le 20 novembre 1880 à Paris 10e.

## Biographie

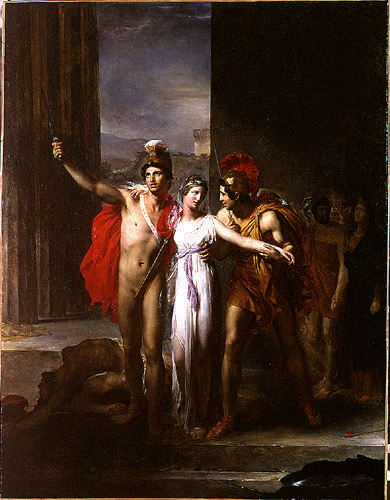
Hélène délivrée par Castor et Pollux, prix de Rome de 1817. Paris, École nationale supérieure des Beaux-Arts.

Né de Joseph Cogniet, artiste dessinateur de papiers peints et de Marguerite Metuel, fille d'artisans fortunés, Léon Cogniet entre en 1812 à l'École des Beaux-Arts de Paris où il est l'élève de Pierre-Narcisse Guérin qui déclare dans une lettre à Léon Cogniet : « Croyez-bien que j'ai été votre ami plus encore que votre maître ».
Dans l'atelier de Guérin, il rencontre Eugène Delacroix, Théodore Géricault, Jean Alaux et Ary Scheffer. Il fréquente également l'atelier de Jean-Victor Bertin. En 1814, il est prix de perspective et, en 1815, prix du Torse, ce qui lui ouvre les portes du concours pour le prix de Rome. Il s'y présente en 1815, peignant Briseis pleurant Patrocle pendant les Cent-Jours, et y est reçu deuxième prix. Il retente le concours l'année suivante. Après un échec en 1816 avec Œnone refusant de secourir Pâris blessé, son Hélène délivrée par Castor et Pollux lui vaut le prix de Rome en 1817. La même année, il débute au Salon. Il est pensionnaire de l’Académie de France à Rome de 1817 à 1822.

### L'amitié avec Géricault
En 1818, selon Charles Blanc, Théodore Géricault dépose sa toile du Radeau de La Méduse dans l’atelier de Léon Cogniet : « quand il l’eut retirée de l’exposition, n’ayant pas d’atelier assez grand pour la recueillir (il l’avait peinte dans le foyer du théâtre Favart), il pria M. Léon Cogniet de vouloir bien s’en charger et lui donner asile dans son atelier de la rue de la Grange-aux-Belles, lui demandant cela comme une insigne faveur ».
Léon Cogniet réalise au moins deux lithographies d'après son ainé Géricault.

## Le voyage en Italie

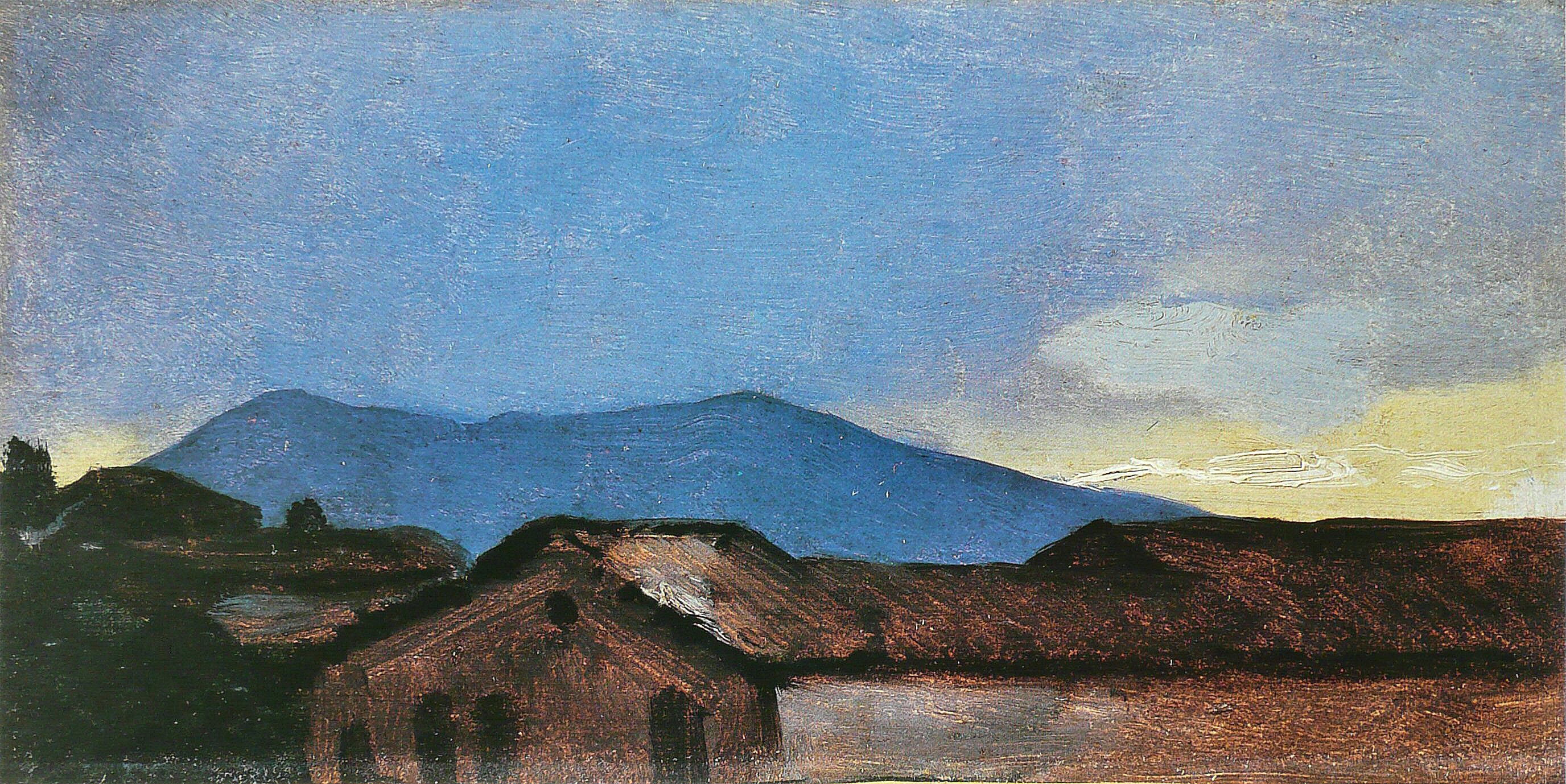
Une vue sur la montagne bleue, Musée des Beaux-Arts d'Orléans. Étude peinte pendant son séjour à Rome.

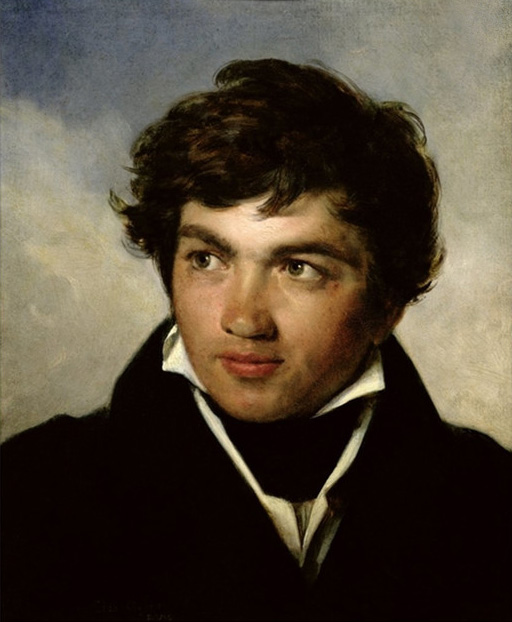
Portrait de Michallon (détail), Musée des Beaux-Arts d'Orléans.

Avant de partir en Italie, il réalise les portraits de son père, de sa mère et de sa sœur Marie-Amélie et son autoportrait. Il part à Rome, avec le sculpteur Antoine-Martin Garnaud, le graveur Sylvestre Brun et le peintre paysagiste Achille Etna Michallon, dont il peint le portrait. À Rome, Cogniet découvre et pratique le paysage dans l'esprit de Pierre-Henri de Valenciennes. Il rencontre François Marius Granet. Conformément au règlement de l'époque, Leon Cogniet réalise une copie d'après un marbre antique et doit envoyer à Paris un grand tableau d'histoire : Marius sur les Ruines de Carthage (1824, musée des Augustins de Toulouse) qui est présenté au Salon avec Scènes de massacre des Innocents (Musée des Beaux-Arts de Rennes). Les deux toiles de Léon Cogniet obtiennent un franc succès, la première est vendue au roi et la seconde au banquier Laffitte.

## Une figure du Salon au service de la monarchie de Juillet

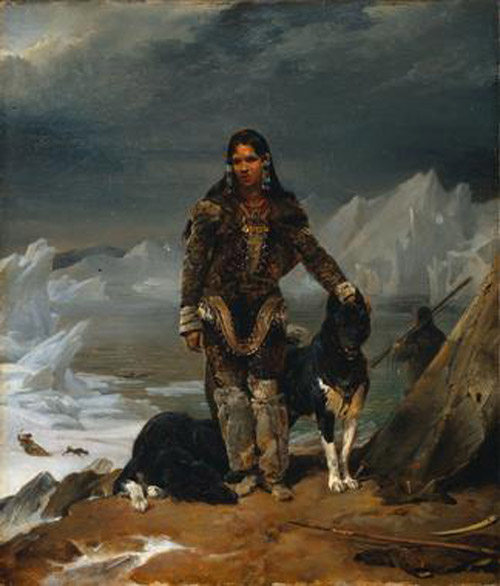
Une Femme du pays des Esquimaux (1827), Cleveland Museum of Art.

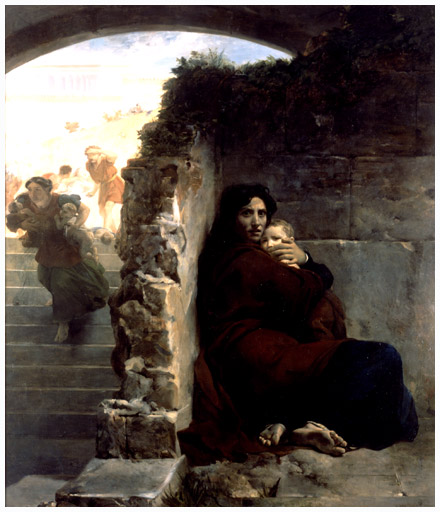
Le Massacre des Innocents, Musée des Beaux-Arts de Rennes. Le premier succès de Cogniet au Salon de 1824.

Célèbre, Cogniet présente au Salon des toiles romantiques au thème surprenant comme, en 1827, Une Femme du pays des Esquimaux (Cleveland Museum of Art) ou, en 1828, littéraire avec l'Enlèvement de Rebecca d'après Walter Scott (Wallace Collection, Londres). Il présente également des scènes de guerre napoléoniennes, Scène Militaire, Guerre d'Espagne ou Scène Militaire, campagne de Russie, ou encore Le général Foy (1775-1825) au combat d'Orthez le 27 février 1814 (Musée des Beaux-Arts d'Orléans, personnage politique populaire, député de la Somme qui s'oppose aux réformes constitutionnelles. En 1827, il réalise une série de peintures sur la vie de saint Étienne pour l'église Saint-Nicolas-des-Champs de Paris. Il peint pour le Conseil d'État son Numa Pompilius donnant les lois à Rome (musée de Monbéliard).
En 1830, Cogniet s'engage dans les journées des Trois Glorieuses qui voit la prise de pouvoir de Louis-Philippe. Il peint les Drapeaux (Musée des Beaux-Arts d'Orléans) drapeaux royalistes couverts du sang des héros morts pour la liberté, sur le ciel bleu : (bleu, blanc, rouge) hissés sur les tours de Notre-Dame de Paris mais également Courage et Humanité qui était présenté au Salon de 1831, à côté de La Liberté guidant le peuple d’Eugène Delacroix. À partir de cette date, les deux amis semblent se séparer, ne se visitant plus. Il soutient la Pologne envahie par le tsar Nicolas 1er. Le nouveau monarque Louis-Philippe, peu de temps après son avènement, quatre toiles (dont trois sont aujourd'hui disparues) à Paul Delaroche, Jean-Victor Schnetz, Martin Drolling et Cogniet pour décorer l'Hôtel de ville de Paris. L'esquisse de Cogniet, représentant Bailly proclamé maire de Paris, est conservé au musée du Nouveau Monde. Puis, il peint L’Expédition d’Égypte sous les ordres de Bonaparte pour l'un des plafonds (6,35 × 10,29 m) du palais du Louvre entre 1833-1835, toile où l'on distingue à peine Napoléon entouré de savants et d'artistes à l'ombre d'une tente. La toile obtient un succès mitigé, comme en témoigne la critique de Paul Mantz, « Cogniet a rapetissé la donnée ; il l’a traduite en prose ; il n’a fait qu’une vignette, à la façon d’une illustration de journal à images. Des personnages vulgaires et noirs pratiquent des fouilles dans un terrain café au lait : voilà tout ». En 1834, Cogniet reçoit commande de La Garde Nationale de Paris part pour l'armée en septembre 1792, pour le château de Versailles. En 1836, il reçoit la commande Les Saintes Femmes au tombeau pour l'église de la Madeleine. En 1837, plusieurs toiles pour illustrer les campagnes du Directoire. Cogniet se fait aider, entre autres, par ses élèves Félix Philippoteaux et Karl Girardet pour réaliser ses tableaux historiques. En 1840, il reçoit une dernière commande pour Versailles, qu'il ne réalise finalement pas et dont il ne reste que des esquisses, Ruines, pour Le Siège d'Anvers (Musée des Beaux-Arts d'Orléans).

## Tintoret peignant sa fille morte

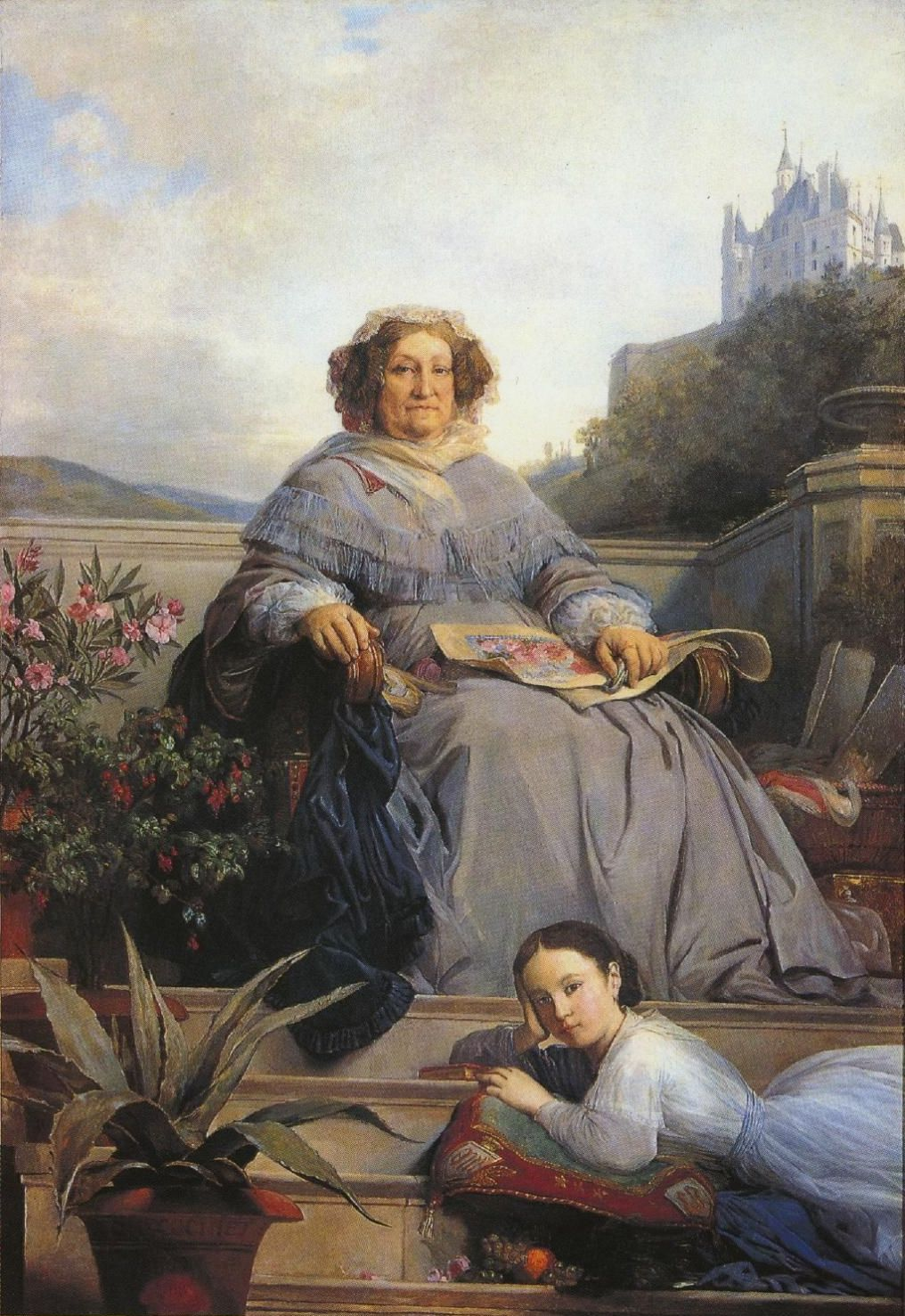
Portrait de la veuve Clicquot et de sa petite fille, (vers 1860-1862), château de Brissac.

Son plus grand succès lui vient en 1843 avec Le Tintoret peignant sa fille morte qu'il présente au Salon de la même année. Charles Baudelaire dans ses critiques remarque à propos du triomphe de Cogniet et de l'absence de Delacroix du Salon, la rupture entre les deux anciens amis : 

« Monsieur Cogniet a pris la meilleure place de la salle ; il y a mis son Tintoret. […] Nous n'avons rien vu de Monsieur Delacroix […] — Il y a là-dedans plus à pleurer qu'à rire. — M. Cogniet, qui a si bien dissimulé son illustre maître, a-t-il donc craint de soutenir son illustre condisciple ? M. Dubufe se serait mieux conduit. Sans doute ces messieurs seraient fort respectables à cause de leur faiblesse, s'ils n'étaient en même temps de méchants envieux. »

Après quoi Léon Cogniet ne peint plus que des portraits, dont de nombreux portraits officiels comme ceux du roi Charles X, du général Nicolas-Joseph Maison, du roi Louis-Philippe, d’Eugénie-Louise-Adélaide d'Orléans, sœur du roi, de Léopold II, de George Washington ou de Jean-François Champollion, mais aussi de nombreux portraits mondains comme ceux d'Armand de Polignac (1847) ou de la comtesse de Noailles (1846), de la duchesse d'Uzès, et celui que sa reproduction sur les étiquettes de bouteilles a rendu le plus célèbre : le portrait de la veuve Clicquot (1851-1861), propriétaire des fameux champagnes.

En 1845, Charles Baudelaire commente au Salon : 

« Léon Cogniet : Un très beau portrait de femme dans le Salon Carré. M. Léon Cogniet est un artiste très-élevé dans les régions moyennes du goût et de l'esprit. — S’il ne se hausse pas jusqu'au génie, il a un de ces talents complets dans leur modération qui défient la critique. M. Cogniet ignore les caprices hardis de la fantaisie et le parti pris des absolutistes. Fondre, même, réunir tout en choisissant, a toujours été son rôle et son but ; il l'a parfaitement bien atteint. Tout dans cet excellent portrait, les chairs, les ajustements, le fond est traité avec le même bonheur. »

 
En 1868, il ajoute, dans ses Curiosités Esthétiques : 

« Que dirai-je de M. L. Cogniet, cet aimable éclectique, ce peintre de tant de bonne volonté et d’une intelligence si inquiète que, pour bien rendre le portrait de M. Granet, il a imaginé d’employer la couleur propre aux tableaux de M. Granet, – laquelle est généralement noire, comme chacun sait depuis longtemps. »

## Un professeur et une académie
À partir de 1843, n'exposant que rarement au Salon, Léon Cogniet se consacre essentiellement à l'enseignement dont il est une des figures les plus importantes du XIXe siècle. Il est professeur de dessin à Paris au lycée Louis-le-Grand de 1831 à 1876, où il a pour élève Edgar Degas, et à l'École polytechnique de 1847 à 1861. En 1849, Léon Cogniet est élu et nommé membre de l'Institut. Il est nommé professeur de peinture à l'École des Beaux-Arts de Paris en 1851. Il en démissionne en 1863 après avoir enseigné à plusieurs générations d'artistes. « L’atelier Cogniet est une sorte d’école mutuelle dont les moniteurs sont MM. Axelfeld, Barrias, Girardet, Frère, Hillemacher, Lecomte, Luminais, Richter, Rigo, Vignon, Villain, Rodakowski. Nous avons compté dans les salles de l’exposition jusqu’à cent neuf élèves de M. Cogniet, et certainement nous en avons omis plusieurs. […] N’oublions pas cependant qu’elle se glorifie de M. Meissonier l’enfant sublime de la maison ». Selon Ernest Vinet, en 1862, Léon Cogniet ne peint pas beaucoup : « Toujours plus soucieux des autres que de lui-même, sa grande préoccupation, depuis des années, c’est d’ouvrir les voies à la jeunesse artiste, de la guider, de la soutenir avec une persistance et une sagesse que l’on ne saurait trop louer ». Il s'intéresse autant à la peinture qu'à la sculpture et collectionne les œuvres de ses élèves, comme Dominique Papety, Charles Octave Blanchard, Joseph-Fortuné-Séraphin Layraud, Eugène-Ernest Hillemacher, François-Nicolas Chifflart ou encore Ernest Meissonier, Jean-Paul Laurens, Léon Bonnat, Edmond Lebel.
En 1831, sa sœur, Marie-Amélie Cogniet, qui a été sa principale assistante, exécute des vues du grand atelier parisien de son frère au no 9 rue de la Grange-aux-Belles (Musée des Beaux-Arts d'Orléans). Entre 1840 et 1860, il ouvre un atelier féminin très fréquenté dont il confie la direction à sa sœur Marie-Amélie, au no 50, rue des Marais-Saint-Martin, puis à une autre de ses élèves, Catherine Caroline Thévenin (1813-1892), qui devient sa femme en 1865.

## Les dernières années

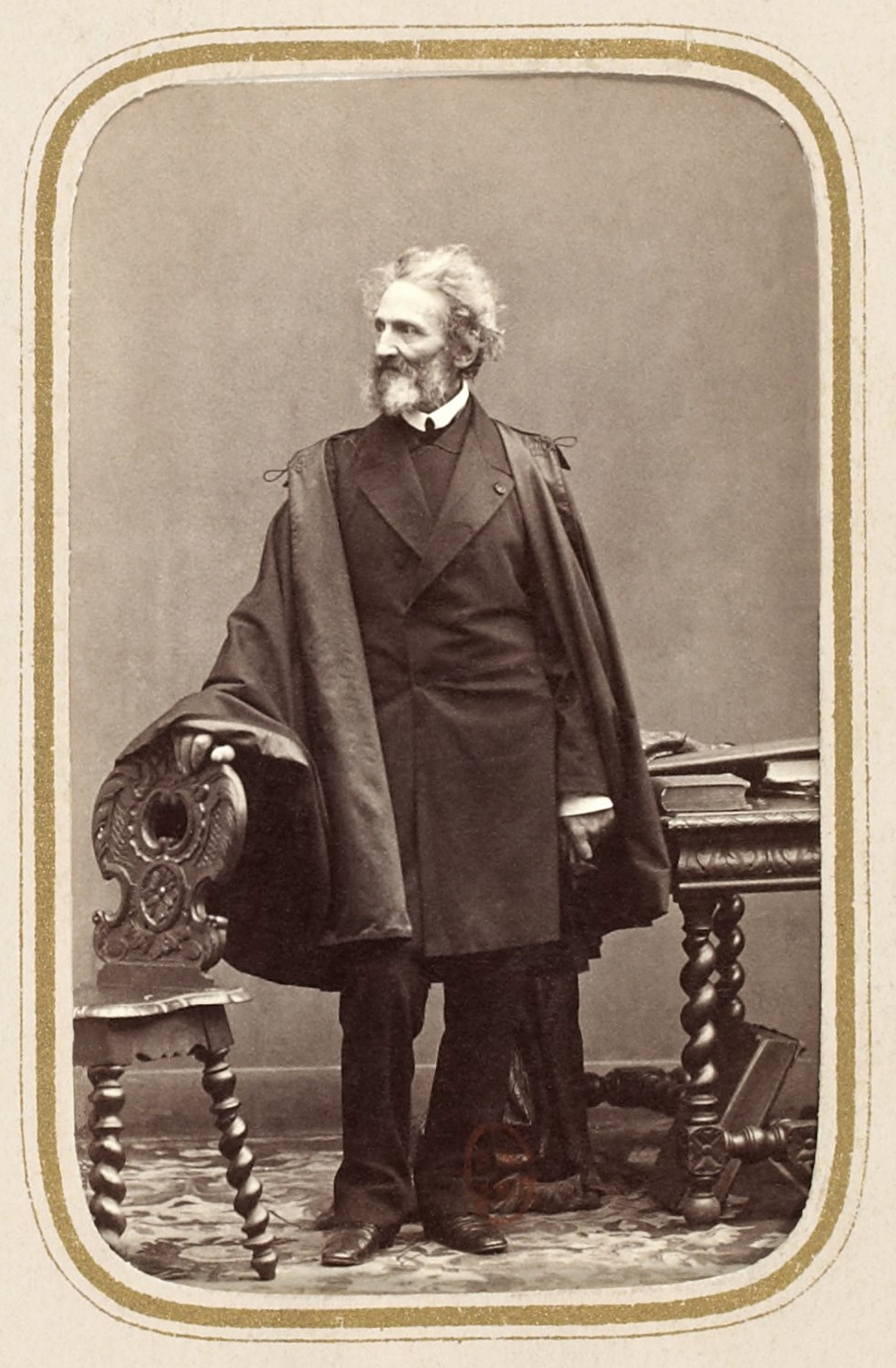
Eugène Disdéri, Léon Cogniet (vers 1865), Paris, Bibliothèque nationale de France.

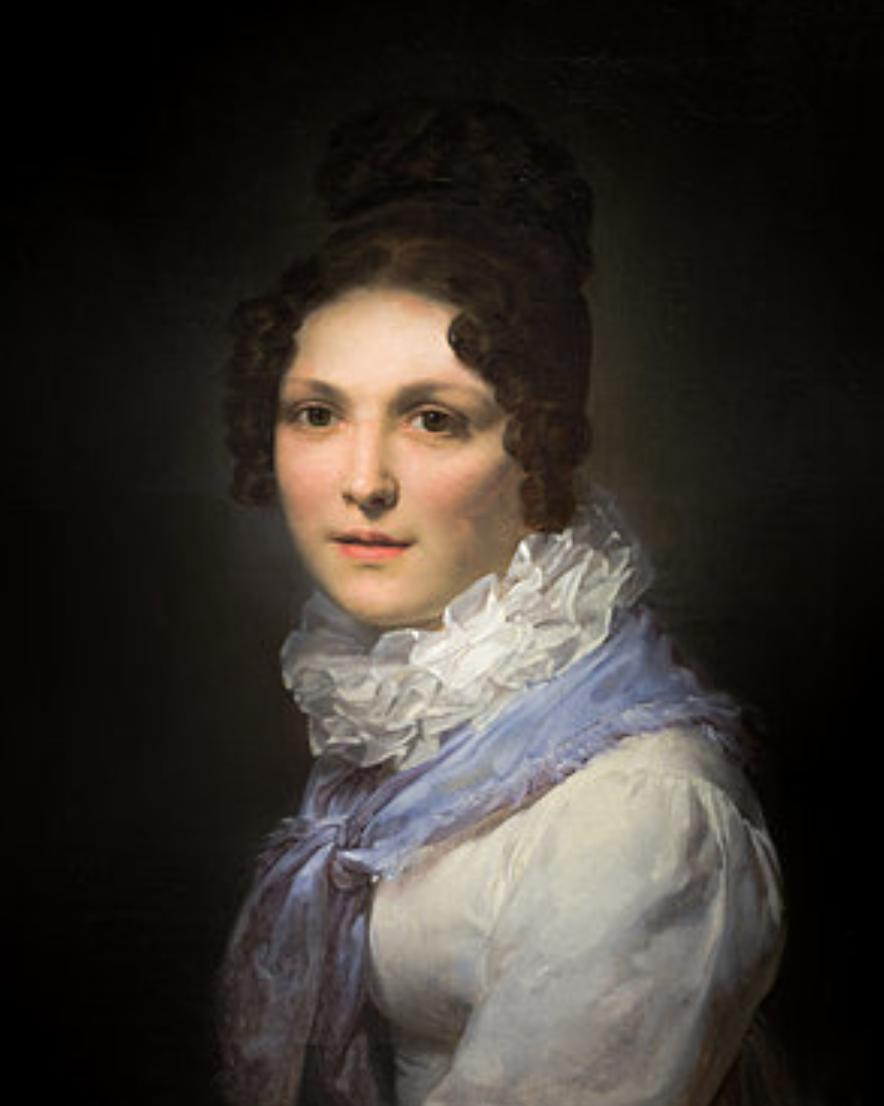
Portrait de Marie-Amélie Cogniet, Léon Cogniet, 1817-1818 (Orléans, musée des beaux-arts d'Orléans).

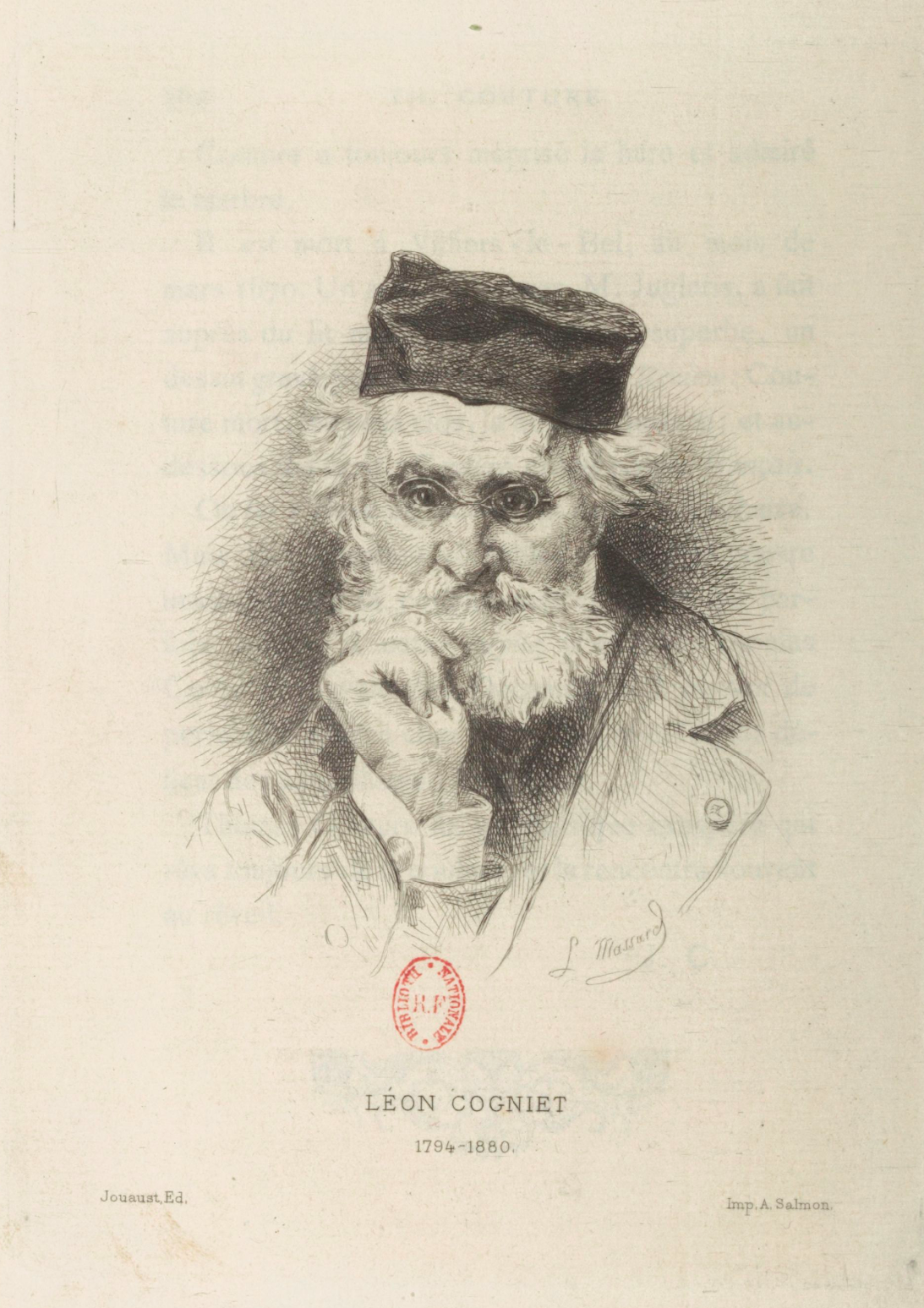
Léon Cogniet, portrait gravé vers 1880 par Léopold Massard.

En 1859, il reçoit une nouvelle commande pour l'hôtel de ville de Paris (incendié en 1871) dont il ne reste qu'une esquisse au Petit-Palais à Paris. À partir de 1865, il reprend la pratique du paysage en Normandie à Langrune, ou en Picardie avec des vues de bord de mer et de vagues qui évoquent les peintures de Normandie de Richard Parkes Bonington.
Il meurt dans le 10e arrondissement de Paris le 20 novembre 1880 et est inhumé au cimetière du Père-Lachaise (division 15).

Les commentaires et les hommages évoquent sa générosité, sa modestie, son dévouement pédagogique, sa rigueur. Mais ils notent aussi son manque de folie et son goût consciencieux du travail bien fait. Peintre du « juste milieu », aussi raisonnable et timoré que l'idéal bourgeois. « Le peintre fut timide comme l'homme l'était lui-même. Sans doute le rêve ancien et heureux de la Villa Médicis l'a bercé et quand il s'est réveillé, le siècle avait pris son essor, le goût tout autre, la foule préférait Matronne à Vénus. » Pour Paul Manz, « comme peintre, Léon Cogniet est une figure un peu indistincte, elle s’estompera vite. Elle a cependant une certaine valeur historique ». Marie-Edmée Pau, son élève, le décrit sous ces mots : « M. Léon Cogniet mon professeur, est venu au cours pour la quatrième fois depuis mon arrivée. […] On tremble tant soit peu, lorsque la première porte de l’atelier s’ouvre, et quand il s’arrête sur le seuil de la seconde, on entendrait voler une mouche. Alors je me retourne, et je vois près de moi un homme de taille moyenne, à cheveux gris, des traits fins, le regard et le front d’un homme supérieur. Il examine le modèle, puis vient s’asseoir devant chaque étude tour à tour. » Selon David d'Angers, en 1855 : 

« Léon Cogniet est certainement un homme très excentrique. On ne peut savoir ce qu’il pense sur l’art. Vous le voyez, pendant des heures entières, l’œil fixe et l’oreille tendue devant la personne qui parle ; il est impossible de deviner, sur l’expression de son visage, s’il approuve ou non ce qui vient d’être dit. Un autre personne parle dans un sens opposé, c’est encore la même attitude d’attentive curiosité, mais jamais rien ne décèle son jugement sur l’objet du débat. Lorsqu’il est d’un jury, on a toutes les peines du monde à lui faire dire son avis, et encore c’est avec une circonspection très grande qu’il s’exécute. Je lui crois un génie très lent, et beaucoup de timidité. »

Sa veuve, Caroline Thévenin, meurt le 14 février 1892 après avoir donné sous condition à sa sœur Rosalie, qui meurt le 15 février 1892, l'atelier du peintre pour le remettre au musée d'Orléans. Au printemps 1892, 1 240 dessins et 167 peintures sont donnés au Musée des Beaux-Arts d'Orléans, où ils sont toujours conservés. En 1990, David Ojalvo, alors conservateur de ce musée, lui a consacré une exposition.
La Ville de Paris a donné son nom à une rue du 17e arrondissement.

## Œuvres dans les collections publiques

### Aux États-Unis
- Cleveland, Cleveland Museum of Art :
  - L'Artiste dans son studio à la Villa Medicis de Rome (1817) ;
  - Femme du pays des Esquimaux (1826).

### En France
- Bordeaux, musée des Beaux-Arts : Le Tintoret peignant sa fille morte (1843).
- Chartres, musée des Beaux-Arts : Métabus et Camille, 3 × 2 m (1821)[21].
- Fécamp, musée des Pêcheries : Œnone refusant de secourir Pâris blessé (1816).
- Orléans, musée des Beaux-Arts : 
  - Étude d'homme, vers 1812-1815, huile sur papier marouflé sur bois, 28 x 36 cm[22];
  - Scène antique, vers 1812-1815, huile sur calque marouflé sur toile, 32,5 x 40 cm [23];
  - Caracalla veut tuer son frère Géta, Esquisse, vers 1812-1815, huile sur calque marouflé sur toile, 38,5 x 47 cm[24];
  - Caron faisant passer le Styx à une mère et son enfant nouveau-né, Esquisse, vers 1812-1815 (?), huile sur toile marouflée sur toile, 48,5 x 45,5 cm[25] ;
  - Diagoras porté en triomphe par ses fils, vers 1814, huile sur toile, 36,4 x 28 cm[26] ;
  - Briséis pleurant Patrocle, Second Prix de Rome de 1815, huile sur toile, 113,5 x 146,5 cm[27] ;
  - Nymphe chasseresse,vers 1817, huile sur toile, 73,5 x 62,5 cm[28] ;
  - Tête de jeune femme, étude pour Castor et Pollux délivrant Hélène, 1817, huile sur toile, 25,4 x 19,2 cm[29] ;
  - Portrait de Joseph Cogniet, père de l'artiste, 1817, huile sur toile, 61,5 x 51,5 cm[30] ;
  - Portrait de Marguerite Cogniet, née Métuel, mère de l'artiste, vers 1817, huile sur toile, 61,8 x 50,5 cm[31]  ;
  - Autoportrait, vers 1817, huile sur toile, 60,1 x 50,4 cm[32] ;
  - Portrait de Marie-Amélie Cogniet (1798-1869), sœur de l'artiste, vers 1817, huile sur toile, 61 x 50 cm[33] ;
  - Portrait d'Achille-Etna Michallon (1796-1822), peintre de paysage, 1817-1819, huile sur toile, 46 x 37,8 cm[34]  ;
  - Groupe de bâtiments abandonnés depuis l'occupation des Français, environs de Rome, 1818, huile sur papier marouflé sur toile, 24,5 x 33 cm[35];
  - Feu d'artifice au château Saint-Ange, 1818-1822, huile sur papier marouflé sur toile, 32 x 24,5 cm[36] ;
  - Feu d'artifice tiré du château Saint-Ange à Rome, 1818-1822, huile sur papier marouflé sur toile, 32,5 x 26,7 cm[37] ;
  - La vasque de la villa Médicis à Rome, effet de nuit, 1818-1822, huile sur papier marouflé sur toile, 20 x 23 cm[38];
  - Souvenir du lac de Némi, 1818-1822, huile sur papier marouflé sur toile, 22 x 17,4 cm[39];
  - Souvenir du lac de Némi, 1818-1822, huile sur papier marouflé sur toile, 30,5 x 24,9 cm[40];
  - Étude de paysage, le lac de Némi (?), 1818-1822, huile sur papier marouflé sur bois, 24 x 32 cm[41];
  - Cascade, 1818-1822, huile sur papier marouflé sur toile, 29,9 x 24,5 cm[42];
  - Paysage dans le golfe de Naples, Esquisse, 1818-1822, huile sur papier marouflé sur bois, 18 x 30 cm[43];
  - Jeune pêcheur napolitain, Esquisse, 1818-1822, huile sur papier marouflé sur carton, 24,5 x 16 cm[44];
  - Italienne et son enfant, Esquisse, 1818-1822, huile sur papier marouflé sur toile, 19 x 16 cm[45];
  - Jeune italienne rentrant des champs, Esquisse, 1818-1822, huile sur toile, 25,5 x 19,5 cm[46];
  - Paysage montagneux d'Italie avec un lac (le lac de Némi?), 1818-1822, huile sur papier marouflé sur bois, 22 x 32 cm[47];
  - Ruines d'un temple près d'une montagne, 1818-1822, huile sur papier marouflé sur bois, 32,2 x 24 cm[48];
  - Paysage au soleil couchant, 1818-1822, huile sur papier marouflé sur bois, 14 x 23 cm[49];
  - Vue de montagnes d'Italie,  1818-1822,  huile sur papier marouflé sur bois, 11 x 22,2 cm[50];
  - Vue d'un village près de montagnes en Italie, 1818-1822, huile sur papier marouflé sur bois, 11,5 x 26,5 cm[51];
  - Paysage. Passage des Alpes, 1818-1822, huile sur toile, 21,5 x 16,5 cm[52];
  - L'artiste dessinant à la villa Médicis, 1818-1822, huile sur toile, 40,5 x 32,4 cm[53] ;
  - Chemin au bord d'un ravin, 1818-1822, huile sur papier marouflé sur toile, 40 x 27 cm[54] ;
  - Tête de vieillard, 1820-1825, huile sur toile, 44,5 x 36,5 cm[55];
  - Caïn et Abel, Esquisse, vers 1820, huile sur toile avec traces de dessin à la plume , 32,4 x 37,5 cm[56];
  - Caïn et Abel, Esquisse, vers 1820, huile sur toile, 35,5 x 27 cm[57];
  - Tête de jeune homme, étude pour Caïn et Abel, vers 1820, huile sur papier marouflé sur toile, 46,2 x 34,4 cm[58];
  - Tête d'homme barbu (étude pour Caïn et Abel?), vers 1820, huile sur toile, 45,6 x 37 cm[59];
  - Portrait de jeune homme, vers 1820, huile sur toile, 61 x 50 cm[60];
  - Paysanne italienne, vers 1822, huile sur toile, 21,7 x 16,5 cm[61];
  - Métabus, roi des Volsques traversant l'Amasène avec sa fille Camille, vers 1822, huile sur toile, 24,5 x 32,5 cm[62];
  - Étude d'enfant pour Métabus, roi des Volsques, vers 1822, huile sur toile, 13,5 x 19,5 cm[63];
  - Scène du massacre des Innocents, Esquisse, vers 1824, huile sur toile, 32 x 27,3 cm[64];
  - Femme accroupie avec son enfant, étude pour la Scène du massacre des Innocents, vers 1824, huile sur toile, 32,4 x 24,5 cm[65];
  - Têtes de femme et d'enfant, Esquisse pour la Scène du massacre des Innocents, vers 1824, huile sur toile, 73,4 x 91,2 cm[66];
  - Numa Pompilius donnant des lois à Rome, Esquisse pour le décor de la troisième salle du Conseil d'État au Louvre, 1824, huile sur toile, 31,5 x 23,5 cm[67];
  - Numa Pompilius donnant des lois à Rome, Esquisse pour le décor de la troisième salle du Conseil d'État au Louvre, vers 1824, huile sur toile, 34,9 x 26,8 cm[68];
  - Portrait de Charles X (1757-1836), roi de France (1824-1830), vers 1824, huile sur toile, 65,3 x 54 cm[69];
  - Tête de saint Étienne, étude pour Saint Étienne portant secours à une famille pauvre (église Saint-Nicolas-des-Champs à Paris), vers 1824, huile sur toile, 46 x 38 cm[70];
  - Portrait d'officier (M. de Galliffet ?), étude pour La prise de Santona. Le maréchal de France, prince Von Hohenlohe Waldenburg Bartenstein et ses officiers, vers 1827, huile sur toile, 35,1 x 27,1 cm[71];
  - Scène militaire, campagne de Russie, vers 1827, huile sur toile, 22 x 27,5 cm[72];
  - Autoportrait présumé, effet de lampe, 1828, huile sur toile, 81,5 x 64 cm[73];
  - Procession de religieuses sur un quai de Paris, Esquisse, 1828, huile sur toile, 22 x 27,5 cm[74];
  - Rebecca enlevée par Bois-Guilbert, Esquisse d'après Ivanhoé de Walter Scott, vers 1828, huile sur papier marouflé sur toile, 32 x 25,5 cm[75];
  - Scène de fantasia près des ruines de Thèbes, Projet pour le plafond de la salle des papyrus et manuscrits grecs du musée Charles X, vers 1828-1829, huile sur toile, 25 x 33 cm[76];
  - Scène allégorique, Projet pour le plafond de la salle des papyrus et manuscrits grecs du musée Charles X, vers 1828-1829, huile sur toile, 22,5 x 35,5 cm[77];
  - L'expédition d'Égypte sous les ordres de Bonaparte, Étude de la composition centrale du plafond de la salle des papyrus et manuscrits grecs du musée Charles X, vers 1829-1835, huile sur toile, 50,5 x 76,5 cm[78];
  - Études de trois personnages pour L'expédition d'Égypte sous les ordres de Bonaparte, Plafond de la salle des papyrus et manuscrits grecs du musée Charles X, 1829-1835, huile sur toile, 38 x 46 cm[79];
  - Étude d'Égyptien assis pour l'Expédition d'Égypte sous les ordres de Bonaparte, Plafond de la salle des papyrus et manuscrits grecs du musée Charles X, 1829-1835, huile sur toile, 27 x 35,5 cm[80];
  - Étude de tête d'Égyptienne pour l'expédition d'Égypte sous les ordres de Bonaparte, Plafond de la salle des papyrus et manuscrits grecs du musée Charles X, 1829-1835, huile sur toile, 46,5 x 38,5 cm[81];
  - Tête de jeune arabe (étude pour l'expédition d'Égypte sous les ordres de Bonaparte ?), 1829-1835, huile sur toile, 56 x 47 cm[82];
  - Les adieux, Esquisse, vers 1830, huile sur toile, 17,5 x 22,8 cm[83];
  - Légende de sainte Odile (?), vers 1830-1835, huile sur papier marouflé sur toile, 34,6 x 44 cm[84];
  - Velléda dans la tempête, D'après les Martyrs de Châteaubriand, vers 1830-1835, huile sur toile, 46,5 x 38,9 cm[85];
  - Scène de Juillet 1830 ou Les Drapeaux, Esquisse, Après juillet 1830, huile sur toile, 19,3 x 24 cm[86];
  - 29 juillet 1830. Courage et humanité, Après juillet 1830, huile sur toile, 24,3 x 32,4 cm[87];
  - Louis-Philippe et son état-major, 1830, huile sur toile, 32,5 x 40,5 cm[88];
  - Le général Foy (1775-1825) au combat d'Orthez, 27 février 1814, vers 1830, huile sur toile, 19 x 24 cm[89];
  - Artilleurs. Souvenir du champ de bataille de mai 1814, vers 1830, huile sur toile, 22 x 27 cm[90];
  - Portrait de jeune femme en noir, vers 1830, huile sur toile marouflée sur carton, 16 x 13,5 cm[91];
  - Paysage de neige, vers 1830-1840, huile sur toile, 27,5 x 22,5 cm[92];
  - Hamadryade, d'après L'hymne à Délos de Callimaque (réplique réduite ?), vers 1830-1840, huile sur toile, 40,5 x 32,5 cm[93];
  - Hamadryade, Esquisse d'après L'hymne à Délos de Callimaque, vers 1830-1840, huile sur toile, avec traces de mines de plomb, 41,5 x 32,5 cm[94];
  - Hamadryade, Esquisse, d'après L'hymne à Délos de Callimaque, vers 1830-1840, huile sur papier marouflé sur bois, 17,2 x 15 cm[95];
  - Étude d'arbre pour Hamadryade, vers 1830-1840, huile sur papier marouflé sur toile, 24 x 30 cm[96];
  - Le drapeau défendu, vers 1831, huile sur papier marouflé sur toile, 21,2 x 16,5 cm[97];
  - Le drapeau défendu, vers 1831, huile sur toile, 21,8 x 16,2 cm[98];
  - Esquisse du portrait du maréchal Nicolas-Joseph Maison (1771-1840), vers 1831, huile sur toile, 21 x 16 cm[99];
  - Esquisse du portrait du maréchal Nicolas-Joseph Maison (1771-1740), vers 1831, huile sur toile, 27,5 x 22 cm[100];
  - Moine en méditation près d'un ravin, vers 1831, huile sur toile, 16,3 x 21,5 cm[101];
  - Esquisse du portrait de Louis-Philippe d'Orléans (1773-1850) en 1792, duc de Chartres, lieutenant général dans l'armée du Nord, vers 1834, huile sur toile, 25 x 20 cm[102];
  - Le jeune enfant du roi des Belges, vers 1834, huile sur toile, 21,7 x 16,5 cm[103];
  - Esquisse du portrait du général Marie-Joseph Paul Yves Motier, marquis de La Fayette (1757-1834), vers 1834, huile sur toile, 29 x 22 cm[104];
  - Jeune femme fellah D'après L'expédition d'Égypte sous les ordres de Bonaparte, après 1835, huile sur toile, 99,5 x 80,5 cm[105];
  - Les saintes femmes au tombeau, Projet de composition pour le décor de l'église de la Madeleine à Paris, vers 1836, huile sur calque marouflé sur toile, 28 x 56,5 cm[106];
  - Les saintes femmes au tombeau, Projet de composition pour le décor de l'église de la Madeleine à Paris, vers 1836, huile sur toile, 31,5 x 59,5 cm[107];
  - Les saintes femmes au tombeau, Projet de composition pour le décor de l'église de la Madeleine à Paris, vers 1836, huile sur toile, 29,5 x 56,5 cm[108];
  - Les saintes femmes au tombeau, Projet de composition pour le décor de l'église de la Madeleine à Paris, vers 1836, huile sur toile, 46,5 x 89,5 cm[109];
  - Tête d'ange, Vers 1836, Salon de 1843, peinture à la cire, 116 x 90 cm[110];
  - Cheval arabe après le combat, Étude présumée pour La bataille du mont Thabor, 16 avril 1799, vers 1837-1838 (?), huile sur toile, 38,5 x 46 cm[111];
  - Portrait d'Eugénie-Louise Adélaïde (1777-1847), princesse d'Orléans, dite Madame Adélaïde, soeur de Louis Philippe, 1838, huile sur toile, 133,5 x 100,5 cm[112];
  - Ruines, esquisse pour Le siège d'Anvers en décembre 1832, vers 1840, huile sur toile, 32,5 x 22,2 cm[113];
  - Ruines, esquisse pour Le siège d'Anvers en décembre 1832, vers 1840, huile sur toile, 32,5 x 40,5 cm[114];
  - Autoportrait, vers 1840, huile sur toile, 56,5 x 46,5 cm[115];
  - Portrait présumé de Francisca Gérard, née Jodocius, belle-mère du général Duchesne (1837-1918), vers 1840, huile sur toile, 18 x 14,5 cm[116];
  - Portrait de femme, vers 1840, huile sur bois avec traces de mine de plomb, 21,8 x 16,3 cm[117];
  - Portrait de femme, vers 1840, huile sur papier marouflé sur toile, 26,8 x 20,5 cm[118];
  - Portrait des enfants de Madame Hubert, vers 1840, huile sur toile, 16,3 x 22 cm[119];
  - Portrait présumé du père de l'artiste, 1842, huile sur toile, 25 x 22 cm[120];
  - Bataille du mont Thabor, 16 avril 1799, Salon de 1843, huile sur toile, 116 x 146 cm[121];
  - Combat d'artillerie, Esquisse, vers 1843, huile sur toile, 22 x 27,5 cm[122];
  - Tête de jeune fille morte, vers 1843, huile sur toile, 27 x 35 cm[123];
  - Autoportrait présumé du peintre peignant son élève morte, vers 1843, huile sur toile marouflée sur bois, 13 x 16 cm[124];
  - La fille morte de Tintoret, Étude, vers 1843, huile sur toile, 46,1 x 55,5 cm[125];
  - Le Tintoret peignant sa fille morte, Réplique réduite, après 1843, huile sur toile, 37,5 x 46 cm[126];
  - Esquisse pour le portrait de Léontine de Clermont-Tonnerre et de Marie-Amélie, duchesse de Polignac, filles de Madame Crillon, vers 1843 (?), huile sur toile, 27 x 22 cm[127];
  - Esquisse pour le portrait de Léontine de Clermont-Tonnerre et de Marie-Amélie, duchesse de Polignac, filles de Madame Crillon, vers 1843 (?), huile sur toile, 27 x 22 cm[128];
  - Esquisse du portrait de la comtesse de La Croix, vers 1843, huile sur toile, 13 x 13 cm[129];
  - Esquisse du portrait de Madame Luttroth, vers 1845, huile sur papier marouflé sur bois, 32 x 27,2 cm[130];
  - Copie réduite du portrait de Madame Luttroth, après 1845, huile sur toile, 26 x 21 cm[131];
  - Esquisse du portrait de Madame de Noailles, vers 1846, huile sur bois, 27 x 21 cm[132];
  - Esquisse du portrait de la vicomtesse de Noailles, vers 1846, huile sur toile, 27,5 x 22 cm[133];
  - Esquisse du portrait de la vicomtesse de Noailles, vers 1846, huile sur carton, 27,7 x 22,4 cm[134];
  - Portraits d'Héracle-Marie-Armand, cinquième duc de Polignac (1843-1917), et d'Armand-Crillon-Ludovic de Polignac (1848-1904), fils du prince de Polignac, vers 1846, huile sur toile, 19,2 x 24,5 cm[135];
  - Esquisse du portrait d'Armand-Crillon-Ludovic de Polignac (1848-1904), vers 1846, huile sur bois, 14 x 11,7 cm[136];
  - Portrait de la duchesse d'Uzès, née Talhouët, vers 1846, huile sur toile, 46,5 x 38,5 cm[137];
  - Esquisse du portrait de la duchesse d'Uzès, née Talhouët, avec sa fille aînée, vers 1846, huile sur toile, 27 x 26,5 cm[138];
  - Deux portraits de jeunes femmes, vers 1846-1850, huile sur toile, 40 x 45 cm[139];
  - Esquisse d'un portrait de jeune femme, vers 1850, huile sur bois, 41,5 x 30 cm[140];
  - Esquisse pour le portrait de Caroline-Louise d'Herbouville, marquise de Crillon (vers 1790-1863), vers 1852, huile sur toile, 25 x 19,2 cm[141];
  - Esquisse du portrait de la duchesse de Galliera (1812-1888) et de son fils, vers 1855, huile sur toile, 54,5 x 65,5 cm[142];
  - Copie réduite du portrait de la duchesse de Galliera et de son fils le duc de Luynes, après 1855, huile sur toile, 38 x 28 cm[143] ;
  - Portrait de Barbe-Nicole Clicquot (1777-1866), dite la veuve Clicquot, Réplique réduite, entre 1851 et 1861, huile sur toile, 22 x 16 cm[144] ;
  - Salle de billard du château de Boursault, vers 1860, huile sur toile, 40 x 32,5 cm[145];
  - Esquisse du portrait de Barbe-Nicole Clicquot (1777-1866) et d'Anne de Rochechouard de Mortemart (1847-1933), son arrière-petite-fille, 1860-1862, huile sur carton, 38 x 29 cm[146];
  - Portrait d'Anne de Rochechouard de Mortemart (1847-1933), Fragment d'une étude, vers 1860-1862, huile sur toile, 54,5 x 65,5 cm[147];
  - Projet pour la bataille d'Esnèh, huile sur toile marouflée sur bois, 46,1 x 17,5 cm[148];
  - Les troupes françaises passant une rivière en Italie, huile sur toile, 82,5 x 108 cm[149] ;
  - Étude de nuages, huile sur papier marouflé sur bois, 11,2 x 25,6 cm[150] ;
  - Étude de rocher, huile sur toile, 27 x 35,4 cm[151] ;
  - Académie d’homme, vers 1812-1816, pierre noire et estompe, rehauts de craie blanche sur papier brun, 34,9 x 28,7 cm[152] ;                                                                                                                                                                           
  - Jeune Femme suppliant deux brigands, et Étude de tête, crayon graphite sur papier vergé, 24,3 x 30,4 cm[153] ;
  - Portrait de Théodore Géricault, 1824, crayon graphite sur une esquisse au fusain sur papier vélin, 30 x 22,7 cm[154] ;
  - Étude d’homme noir agenouillé, de dos, pour l’Expédition d’Égypte sous les ordres de Bonaparte, vers 1830-1833, fusain et estompe, crayon noir et rehauts de craie blanche sur papier vergé chamois, 30,5 x 47,8 cm[155] ;                
  - Maria Robusti sur son lit de mort, étude pour Le Tintoret peignant sa fille morte, vers 1843, pastel noir et blanc, fusain et estompe, sanguine sur papier beige, 40,9 x 54,7 cm[156] ;                                                                    
  - Jeune homme en costume de l’époque de Louis XIII, tête d’expression, 1846, crayon conté et estompe, craie blanche, pastel brun et noir, sur une esquisse au fusain, sur papier vergé, 44 x 28,5 cm[157] ;
  - Adam et Ève après la chute, fusain et estompe, craie blanche sur papier vergé oxydé, initialement bleu, 41 x 50,5 cm[158].       
  - Une chute d’eau, vers 1850 ou vers 1860-1870, pastel sur papier, 43 x 51,9 cm[159].
- La Rochelle, musée du Nouveau Monde : Bailly proclamé maire de Paris le 15 juillet 1789 (vers 1832)
- Paris :
  - Beaux-Arts de Paris
    - Le Bourreau, plume et encre brune, H. 0,23 ; L. 0,15 m[160]. Paris, Beaux-Arts de Paris[161]. Un bourreau, la jambe gauche en avant, montre à la foule la tête du condamné qu'il vient d'exécuter. Cogniet renforce le caractère dramatique de la scène en supprimant tout détail anecdotique qui pourrait venir distraire le regard du spectateur.

  - Église Saint-Nicolas-des-Champs : cycle de peintures sur la vie de Saint Étienne, dont Saint-Étienne portant secours à une famille pauvre (1827).
  - Hôtel de ville : plafond d'un des salons.
  - Musée du Louvre :
    - L’Expédition d’Égypte sous les ordres de Bonaparte (1833-1835), plafond, 100 × 1 013 cm[162]
    - Portrait de Jean-François Champollion (vers 1834), huile sur toile, 73.5 x 60 cm.

  - Musée de l'Armée : Maréchal Maison (1831).
- Rennes, musée des Beaux-Arts : Scène du Massacre des Innocents (1824).
- Toulouse, musée des Augustins : Marius sur les ruines de Carthage (1824).
- Versailles, musée de l'Histoire de France : La Garde nationale de Paris part pour l’armée, septembre 1792 (1836).

### En Italie
- Gênes, Palazzo Rosso, Portrait de Maria Brignole-Sale De Ferrari (1856).

### Au Royaume-Uni
- Londres, Wallace Collection : Rebecca enlevée par Bois-Guilbert (1828).

## Galerie

Œuvres de Léon Cogniet
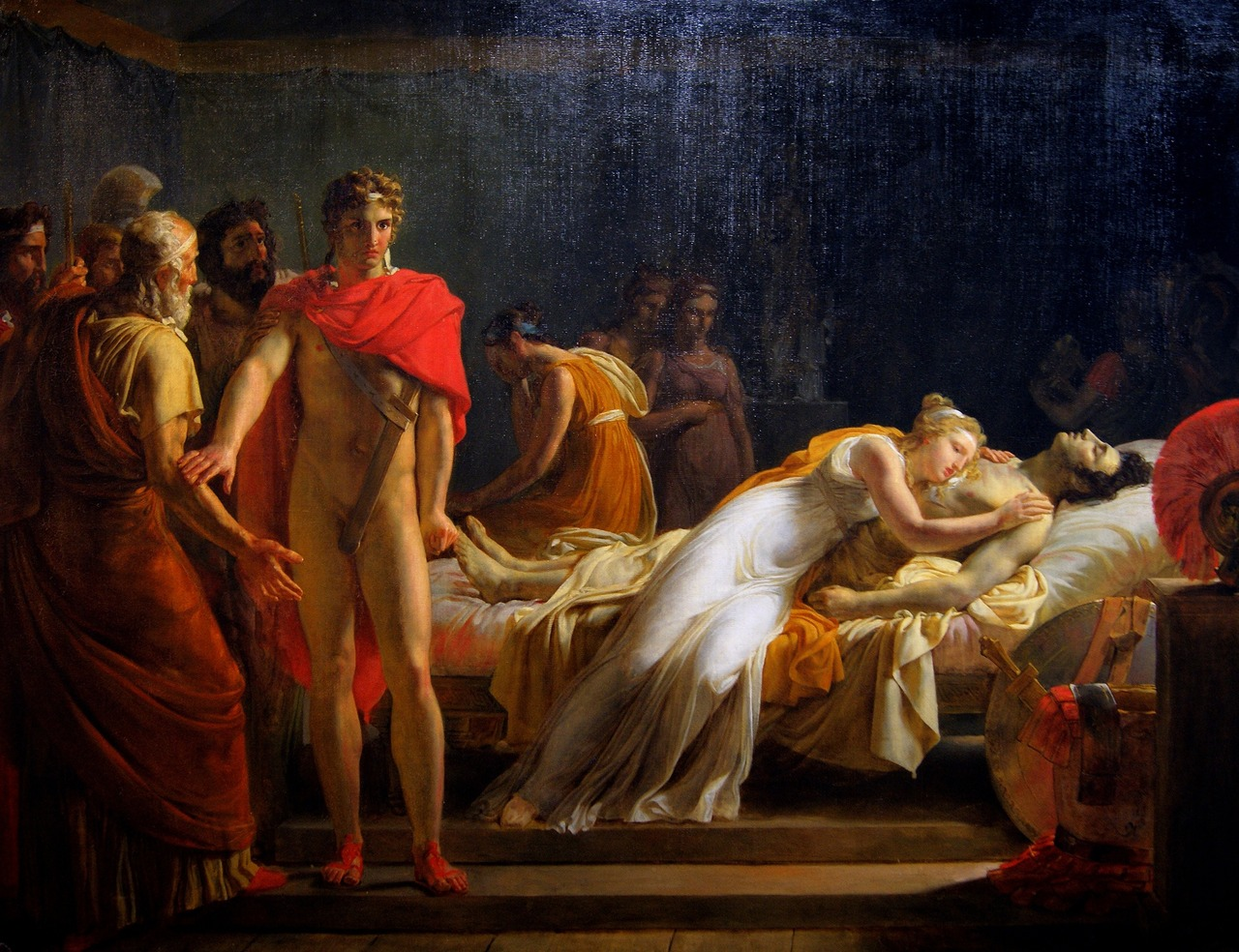
Briséis pleurant Patrocle (1815), musée des Beaux-Arts d'Orléans. Première tentative de Léon Cogniet pour le prix de Rome.
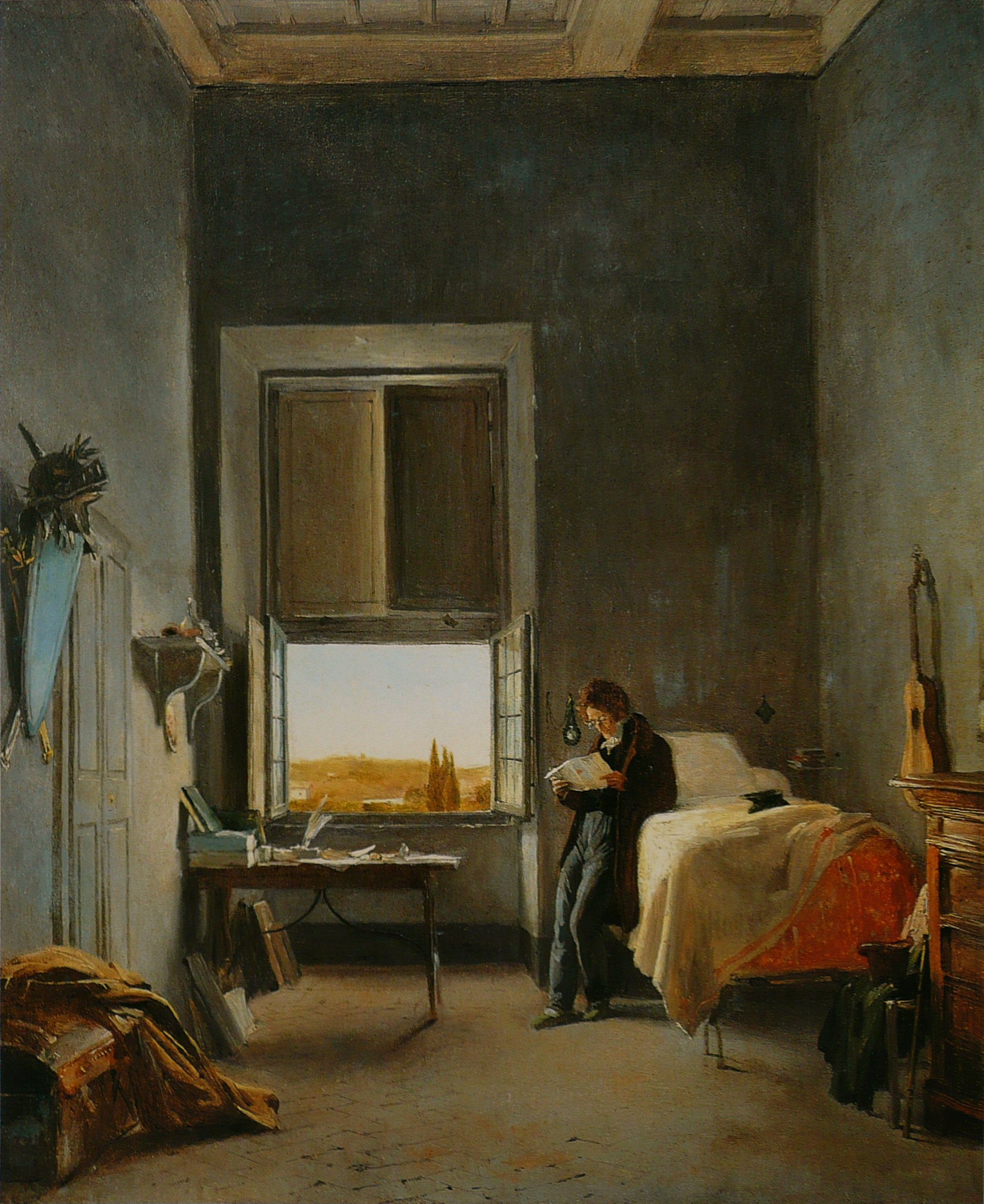
L'Artiste dans son studio à la Villa Médicis de Rome (1817), Cleveland Museum of Art.
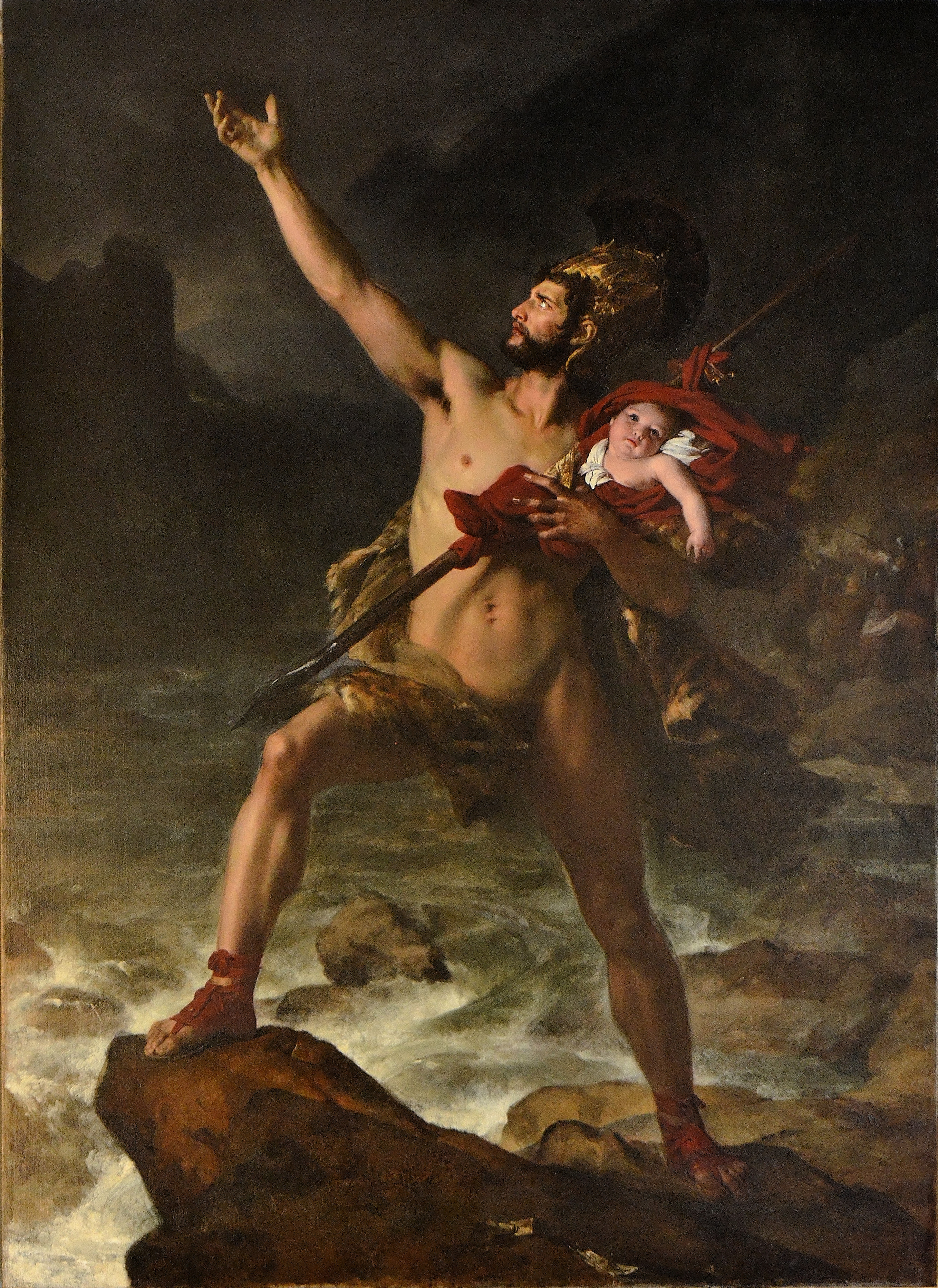
Métabus, roi des Volsques (1821), musée des Beaux-Arts de Chartres.
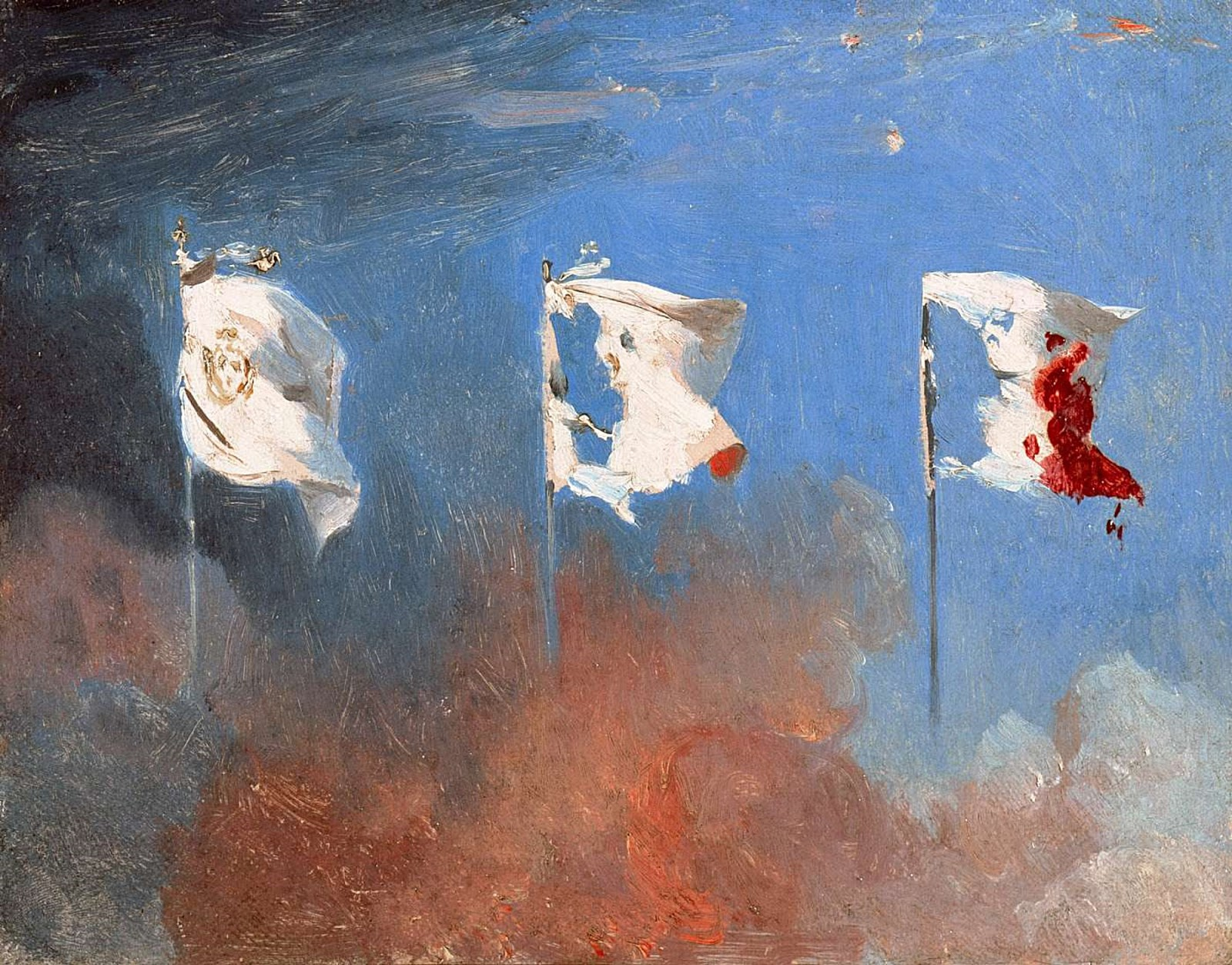
Scène de Juillet 1830 ou Les Drapeaux (1830), musée des Beaux-Arts d'Orléans.
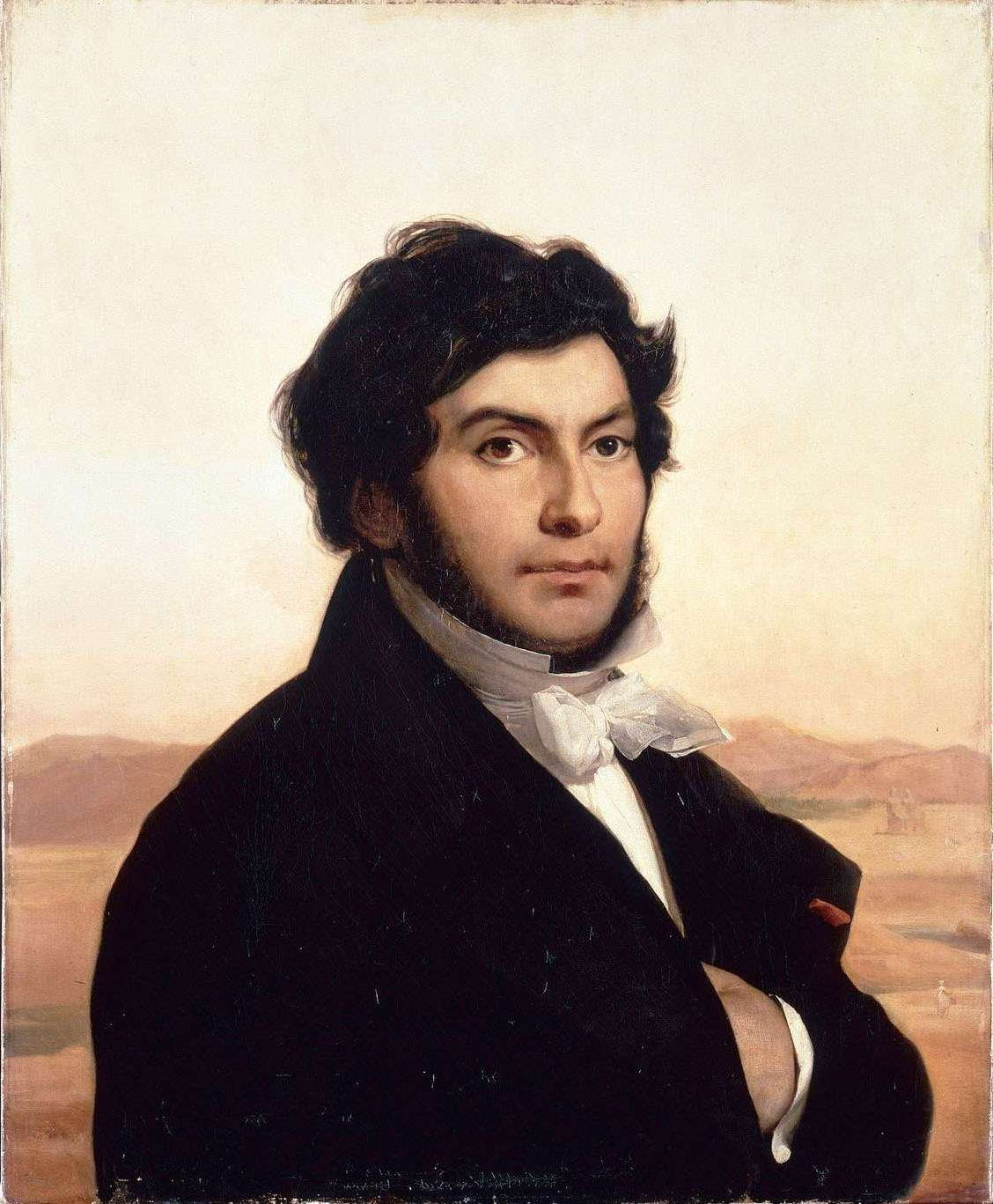
Jean-François Champollion (1831), Paris, musée du Louvre.
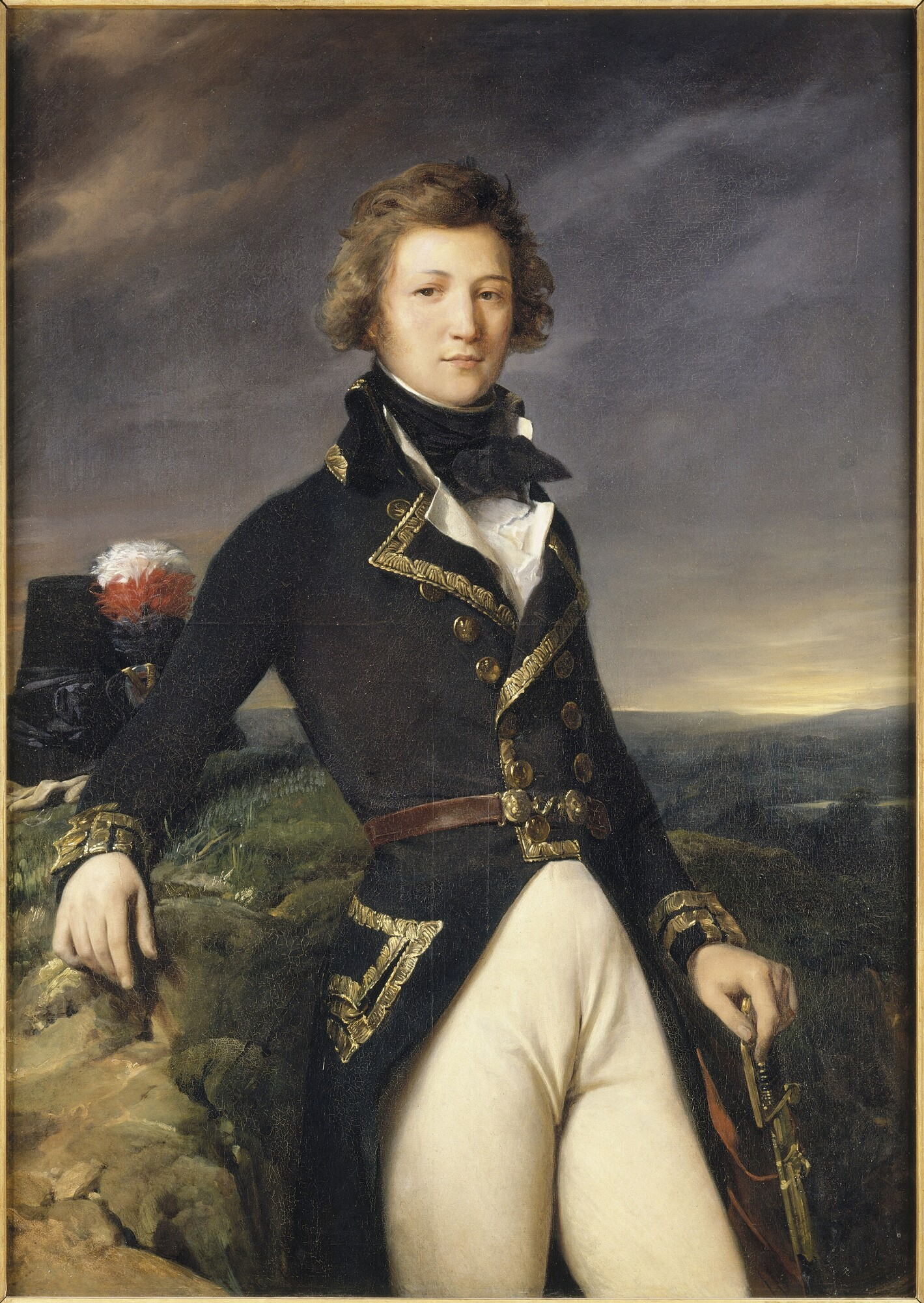
Portrait du futur roi Louis-Philippe en 1792 (1834), Versailles, musée de l'Histoire de France.
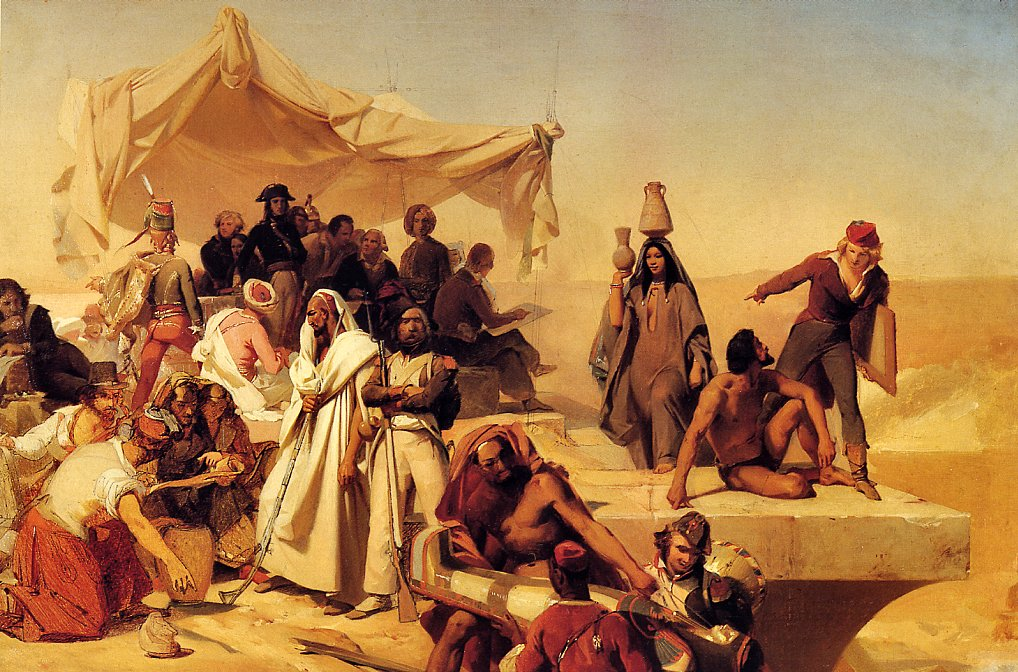
L’Expédition d’Égypte sous les ordres de Bonaparte (1835-1836), Paris, musée du Louvre.
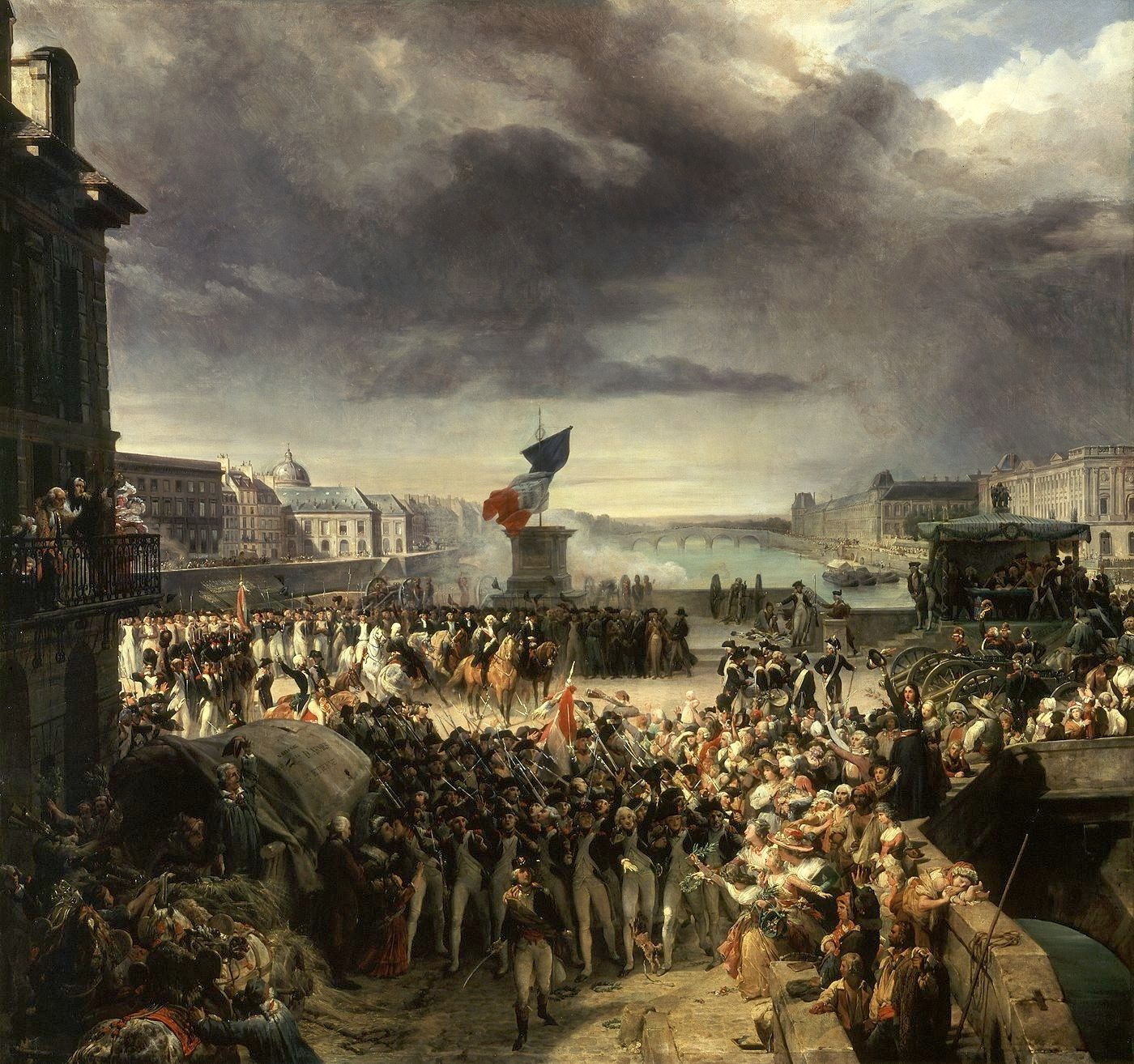
La Garde nationale de Paris part pour l’armée, septembre 1792 (1836), Versailles, musée de l'Histoire de France.
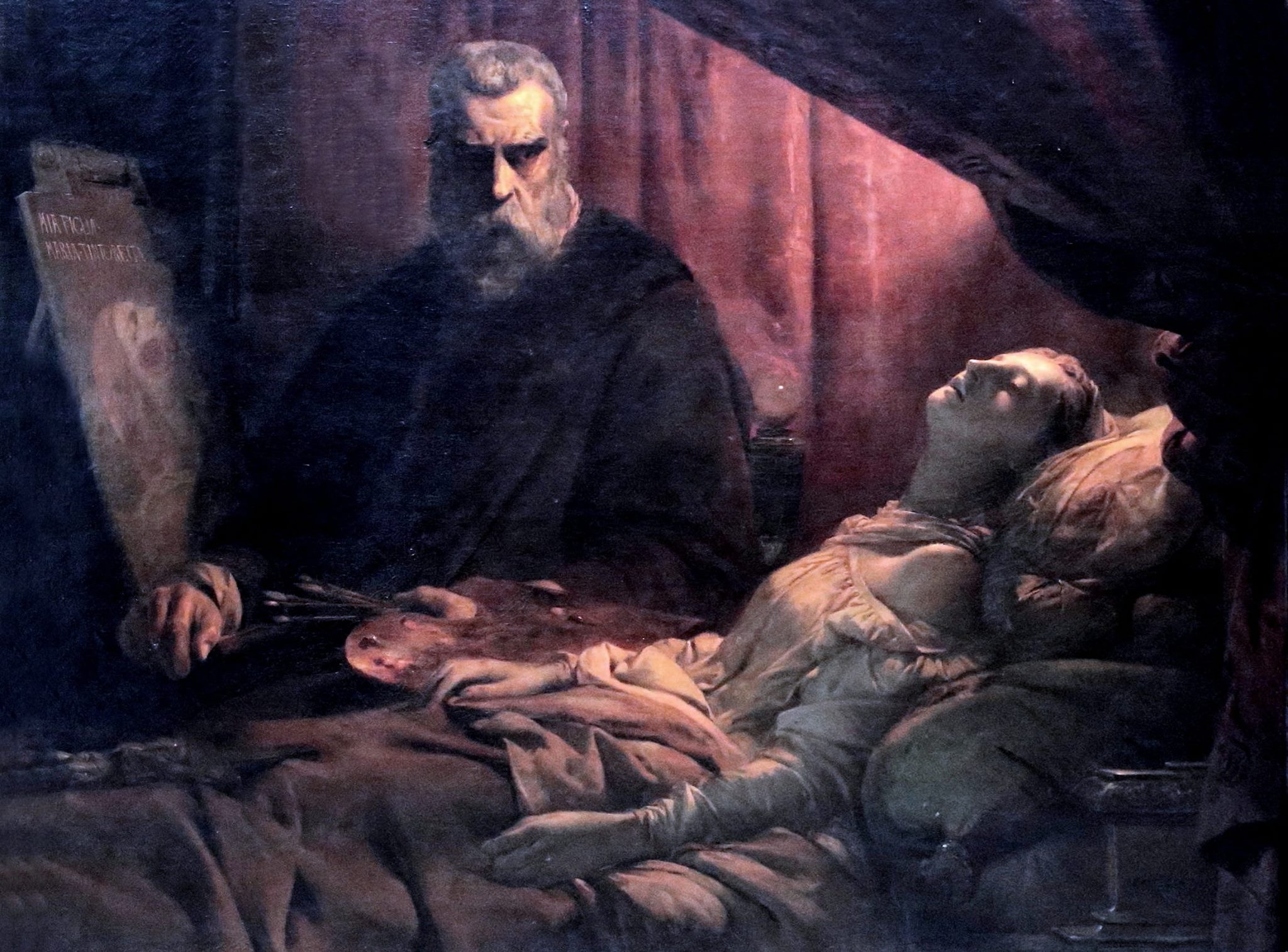
Tintoret peignant sa fille morte (1843), musée des Beaux-Arts d'Orléans.
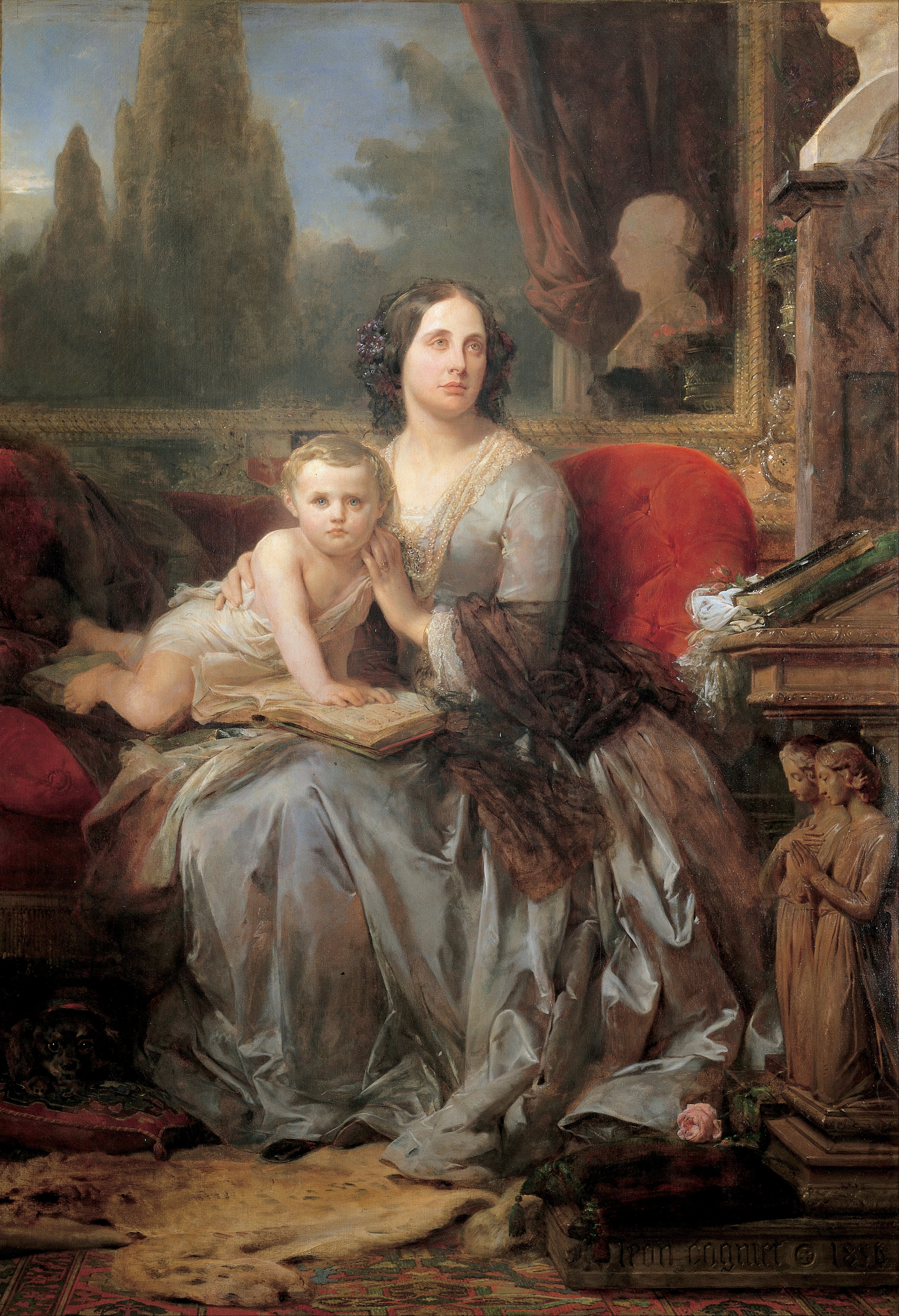
Portrait de Maria Brignole-Sale De Ferrari (1856), Gênes, Palazzo Rosso.

### Estampes

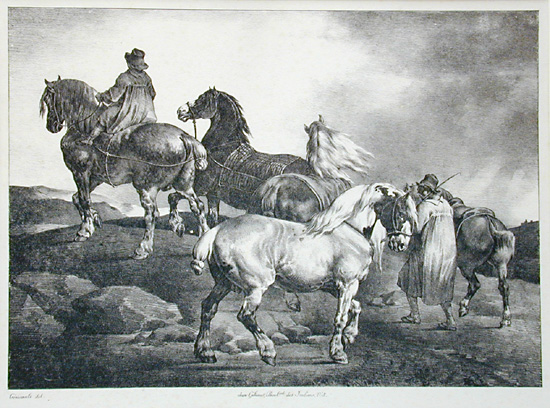
Chevaux conduits à la foire, d'après Théodore Géricault, lithographie.

- Chevaux conduits à la foire (1822), lithographie d'après Théodore Géricault.
- Le Maréchal-ferrant flamand (1821), lithographie d'après Théodore Géricault.

### Publications
- Cours de dessin d'après Julien avec vingt-neuf têtes d'études, planches, Paris, 1835.

## Salons
- Salon de peinture et de sculpture de 1817.
- 1824, Massacre des Innocents.
- 1827, Saint Étienne portant secours à une famille pauvre.
- 1831, Portrait du Maréchal Maison.
- 1835, l'Expédition d'Égypte sous les ordres de Bonaparte.

## Élèves
- François-Barthélemy-Marius Abel (1832-1870), en 1853
- Léon Désiré Alexandre (1817-1886)
- Jean-Baptiste Alix (1801-1863)
- Antoine-Julien Alizard (1827-1912)
- Célestin Allard-Cambray
- Auguste Allongé (1833-1898)
- Pierre d'Allonville (1821-1877)
- Charles Antoine Marie Année (1812-1841)
- Joseph Aubanel
- Joseph Désiré Aubert
- Florence Aublet
- Alfred Éloi Auteroche (1831-1906)
- Henry Axenfeld (1824-1892)
- Léon Bailly
- Gédéon Baril
- Stéphane Baron (1830-1921)
- Félix-Joseph Barrias (1822-1907)
- Louis-Ernest Barrias (1841-1905)
- Eugène Battaille (1817-1882)
- Émile Bayard (1837-1891)
- Hippolyte Beauvais
- François Léon Benouville (1821-1859)
- Philéas Félix Bermond (né en 1827)
- Pierre-Émile Berthélemy
- Nicolas Berthon (1831-1888)
- Léon Berthoud (1822-1892)
- Michel-Amédée Besnus (1831-1909)
- Melle Biet
- Émile Bin (1825-1897)
- Charles Octave Blanchard (1814-1842), en 1835
- Nils Blommér (1816-1853)
- Jean-Alcide-Henri Boichard (1817-1871)
- Rosa Bonheur (1822-1899)
- Léon Bonnat (1833-1922)
- Henri-Arthur Bonnefoy (1839-1917)
- Alfred Boucher (1850-1934)
- Auguste Marie Boulard
- Aimé Gabriel Adolphe Bourgoin (1824-1902)
- Félix Brissot de Warville (1818-1892)
- Marie-Abraham Rosalbin de Buncey (1833-1891)
- Auguste-Hector Cabuzel (1836-1909)
- Léon Émile Caille (1836-1907)
- Adolphe-Jean-Baptiste Callot
- Adolphe-Félix Cals
- Jules-Désiré Caudron
- Henri Chapu (1833-1891)
- Paul Antoine Charbonnel (1846-1916)
- Eugène-Louis Charpentier (1811-1880)[163]
- Gustave Adolphe Chassevent-Bacque (1818-1901)
- Laure de Châtillon (1826-1908)
- Marguerite-Marie Chenu
- François-Nicolas Chifflart (1825-1901), en 1844
- Martin Claverie
- Jacques-François-Camille Clère (1825-1919)
- Alfred Cluysenaar
- Louis-Eugène Cœdès (1810-1906)
- Marie Pauline Coeffier
- Marie-Amélie Cogniet (1798-1869)
- Catherine-Caroline Cogniet (1813-1892)
- Pierre De Coninck (1828-1910)
- Pierre Auguste Cot (1837-1883)
- Antonio Maria Cotti (1840-1929)
- Marie-Adélaïde Curtis
- Henri-Alfred Darjou
- Anatole Dauvergne (1812-1870)
- Gustave Joseph Debrie (1842-1932)
- Eugène Decan (1829-1894)
- Alfred de Dreux
- Edgar Degas (au lycée Louis-le-Grand)
- Alfred Dehodencq (1822-1882)
- Gustave Henri Eugène Delhumeau (1836-1911)
- Charles Théophile Demory (1833-1895)
- Henri De Nobele en 1834-1835[164]
- Jean-Baptiste Charles Desgrange
- Henri Prosper Alfred Destailleur
- Jules Didier
- Charles Doërr (1815-1894)
- Camille Dufour
- Henri-Louis Dupray (1841-1909)
- Pierre Dupuis (1833-1915)
- Godefroy Durand (1832-1896)
- Louis Duveau (1818-1867)
- Dominique Félix
- Auguste-François-Joseph Feragu (1816-1892)
- Augustin Feyen-Perrin (1826-1888), élève dès 1848
- Edme-Adolphe Fontaine (1814-1883)
- Félix Nicolas Frillié (1821-1863)
- Félicie Schneider
- Claude-Ferdinand Gaillard (1834-1887), élève de 1849 à 1850
- Amand Gautier (1825-1894)
- Wojciech Gerson (1831-1901)
- Théophile Gide (1822-1890)
- Karl Girardet (1813-1871), en 1822
- Eugène Gluck (1820-1898)
- Joseph-René Gouézou (1821-1880)
- Antonin Goeyers 1826-1869
- Nicolas Henry de Gray (né en 1822)
- Dominique Adolphe Grenet (1821-1885)
- Étienne Xavier de Grisy (1831-1866)
- Eugénie Grün
- Jacques Guiaud (1810-1876)
- Louise Eudes de Guimard (1826-1904)
- Pierre-Paul Hamon (1819-1860)
- Louis Casimir Henault (1836-1885)
- Adelina-Margarita Hertl (1832-1872)
- Adolphe Hervier (1818-1879)
- Eugène-Ernest Hillemacher (1818-1887)
- Charles Houry (1829-1898)
- Aloïs Hunin (1808-1855)
- Adolphe-Joseph Huot (1839-1883)
- Nélie Jacquemart (1841-1912)
- Léon Job
- Philippe Jolyet (1832-1908)
- Rodolphe Julian (1839-1907)
- Frédérick Juncker (1822-1906)
- Édouard Krug (1829-1901)
- Charles Labarre
- Georges Henri Amédée Labouret (1844-1912)
- Jean-Paul Laurens (1838-1921)
- Julien de La Rochenoire (1825-1899)
- Marcel Gustave Laverdet
- Edmond Lebel (1834-1908)
- Léon Louis Leclaire (né en 1829)
- Émile Vernet-Lecomte
- Jules Lefebvre (1834-1911)
- Alexandre Legrand (1822-1901)
- Charles Joseph Lenoir (1844-1899)
- Alphonse Hippolyte Joseph Leveau  (1815-1863)
- Alfred Loudet (1836-1898)
- Léopold Loustau (1815-1894)
- Évariste-Vital Luminais, (1821-1896)
- Dominique Antoine Magaud (1817-1899)
- Diogène Maillart (1840-1926)
- Charles Désiré Claude Maillot (1819-1886)
- Théodore Maillot (1826-1888)
- Pierre Eugène Maison
- Adolphe Martial Potémont (1827-1883)
- Émile Mascré
- Oscar-Pierre Mathieu (1845-1881)
- Paul Mathey (1844-1929)
- Claude Charles Maugey (1824-1870)
- Eugène Médard (1847-1887)
- Ernest Meissonier (1815-1891)
- Gaston Mélingue (1840-1914)
- Lucien-Étienne Mélingue (1841-1889)
- Hugues Merle (1823-1881)
- Victor Louis Merlin (né à Lille-1892, Paris)
- Olivier Merson (1822-1902)
- Hippolyte Michaud (1823-1886), élève en 1843 ne reste que peu de temps[165]
- Gustave Morin (1809-1886)
- Lucien Mouillard (1841-1924)
- Jean-Pierre Moynet
- Charles Müller (1815-1892)
- Jules Naudin
- Victor Nehlig (1830-1909)
- Benjamin Netter (1811-1889)
- Léon Olivié (1833-1901)
- Dominique Papety (1815-1849) en 1835
- Marie-Félix Parmentier (1821-1883)
- Marie-Edmée Pau (1845-1871) en 1865
- Jacques Pauthe (1809-1889)
- Charles-Olivier de Penne (1831-1897)
- Henri Félix Emmanuel Philippoteaux (1815-1884)
- Paul Philippoteaux (1846-1923)
- Augustine Picard
- François Louis Picart
- Charles Marcel Avril de Pignerolles
- Auguste Victor Pluyette
- Charles Poterin du Motel
- Pierre-Charles Poussin
- Jules Quantin
- Jules Ravel (1826-1898)
- Anatole Paul Ray (1825-1899)
- Henri Riballier-Chouppe (1843-1890)
- Gustav Richter (1823-1884)
- Jules Alfred Vincent Rigo
- Carlos Esquivel y Rivas
- Tony Robert-Fleury (1837-1911)
- Henryk Rodakowski (1823-1894)
- Émilie Rougemont
- Théodore-Auguste Rousseau (1822-1857)
- Amélie Roussel (1820-1904)
- Amédée Rosier (1831-1898)
- Louis Rubio (1795-1882)
- Gaston Casimir Saint-Pierre (1833-1916)
- Eugénie Salanson
- Paul Émile Sautai (1842-1916)
- Auguste Schenck (1828-1901)
- Félicie Schneider (1831-1888)
- Hippolyte Sebron
- Alexandre Ségé (1819-1885)
- Charles Sellier
- Gilbert de Séverac (1834-1897)
- Jules Marie Sevestre (1834-1901)
- Alexandre Soldé
- Jean Sorieul
- Louis Ulysse Souplet
- Émile de Specht (né en 1843)
- Félix Trutat (1824-1848)
- Jean-Baptiste Thévenet
- Anne Marie Reine Thévenin
- Jules Valadon (1826-1900)
- Camille Victor Vergnes (18?-1901)
- Pierre Auguste Veyssier
- Émile Vernet-Lecomte (1821-1900)
- Henri François Jules de Vignon (1834-1887)
- François Vilarrasa
- Eugène Villain
- Alain Marie Michel Villeblanche
- Adolphe Weber
- Victor Casimir Zier (né en 1822)
- Léontine Tacussel (1818-1886)

## Distinctions
- : chevalier de la Légion d'honneur en 1828[166].
- : officier de la Légion d'honneur en 1846[166].
- : chevalier de l'ordre de Léopold le 1er novembre 1851[166].
- Pour le Mérite

### Iconographie
- François-Nicolas Chifflart, Léon Cogniet (1845), Musée des Beaux-Arts d'Orléans.
- Ferdinand Mulnier, Portrait photographique de Léon Cogniet (1857-1865), Fonds Eugène Disderi, Paris, musée d'Orsay.
- Marie-Amélie Cogniet, plusieurs portraits[réf. nécessaire].